# Liste der Monuments historiques in Soulignonne
Die Liste der Monuments historiques in Soulignonne führt die Monuments historiques in der französischen Gemeinde Soulignonne auf.

## Liste der Bauwerke
| Bezeichnung         | Beschreibung                                               | Standort | Kennzeichnung | Schutzstatus | Datum | Bild |
| ------------------- | ---------------------------------------------------------- | -------- | ------------- | ------------ | ----- | ---- |
| Château de Ransanne | Schloss, erbaut in der zweiten Hälfte des 15. Jahrhunderts | (Lage)   | PA00105315    | Inscrit      | 1991  |      |